# Vila Hercynia
Vila čp. 93 v Lázeňské ulici v Janských Lázních, dříve zvaná vila Hercynia, je secesní budova postavená v roce 1908 na kraji města při silnici na Svobodu na Úpou.
Jedná se o cenný třípodlažní zděný dům s mansardovou střechou. Omítky v odstínech okru jsou kombinovány s množstvím typických ornamentů: vlysů, šambrán a girland. Zajímavé jsou hlavně vlnky, provedené ručně speciálním tvořítkem do vlhké hrubé omítky podle zachovaného vzoru na přilehlé hospodářské budově. Průčelí objektu je tříosé. Dva balkóny propojují dva polygonální arkýře zakončené věžičkami s přilbovou střechou. Na zadní straně a bočních stranách mansardy byly postaveny malé ploché střešní vikýře.
K hlavnímu domu přiléhá ještě dvoupodlažní dřevěná kůlna s pultovou střechou. Soubor tří staveb dotváří kvalitní zděný pomocný hospodářský objekt s polopatrem a vysokým suterénem přístupným vraty z ulice, zvalbenou střechou a fasádou se štuky provedenými podobně jako na hlavní budově vily. Dvůr mezi budovami je od silnice oddělen souběžnou zdí a dřevěnými vraty, přičemž zeď byla vystavěna ze skládaného nepravidelného kamene s cementovým vyspárováním, v horní části byla přizděna z pískovcových bloků. Na vyrovnávající zdi je nízký plot z planěk.
Monogram WT na levém arkýři čelní fasády připomíná stavitele domu Wenzela Tippelta, narozené v roce 1868, který byl majitelem povoznictví. Původně se jednalo o lázeňský dům, později ale začal sloužit jako soukromý rodinný dům. Objekt je od roku 2003 chráněn jako kulturní památka. V roce 2007 prošla budova opravou, při níž byl fasáda v secesním provedení renovována.